# Lijst van voetbalinterlands Albanië - Wit-Rusland
Deze lijst van voetbalinterlands is een overzicht van alle officiële voetbalwedstrijden tussen de nationale teams van Albanië en Wit-Rusland. De landen hebben tot op heden zeven keer tegen elkaar gespeeld. De eerste ontmoeting, een kwalificatiewedstrijd voor het Europees kampioenschap voetbal 2008, was in Minsk op 2 september 2006. Het laatste duel, een groepswedstrijd tijdens de UEFA Nations League 2020/21, vond plaats op 18 november 2020 in Tirana.

## Wedstrijden
| № | Plaats | Datum            | Competitie                  | Wedstrijd             | Uitslag |
| - | ------ | ---------------- | --------------------------- | --------------------- | ------- |
| 1 | Minsk  | 2 september 2006 | EK 2008 kwalificatie        | Wit-Rusland − Albanië | 2 − 2   |
| 2 | Tirana | 11 november 2007 | EK 2008 kwalificatie        | Albanië − Wit-Rusland | 2 − 4   |
| 3 | Minsk  | 12 oktober 2010  | EK 2012 kwalificatie        | Wit-Rusland − Albanië | 2 − 0   |
| 4 | Tirana | 26 maart 2011    | EK 2012 kwalificatie        | Albanië − Wit-Rusland | 1 − 0   |
| 5 | Belek  | 15 november 2013 | Vriendschappelijk           | Wit-Rusland − Albanië | 0 − 0   |
| 6 | Minsk  | 4 september 2020 | UEFA Nations League 2020/21 | Wit-Rusland − Albanië | 0 − 2   |
| 7 | Tirana | 18 november 2020 | UEFA Nations League 2020/21 | Albanië − Wit-Rusland | 3 − 2   |

## Samenvatting
| Competitie          | Totaal gespeeld | Winst Albanië | Gelijk | Winst Wit-Rusland | Doelsaldo Albanië – Wit-Rusland |
| ------------------- | --------------- | ------------- | ------ | ----------------- | ------------------------------- |
| EK-kwalificatie     | 4               | 1             | 1      | 2                 | 5 − 8                           |
| UEFA Nations League | 2               | 2             | 0      | 0                 | 5 − 2                           |
| Vriendschappelijk   | 1               | 0             | 1      | 0                 | 0 − 0                           |
| Totaal              | 7               | 3             | 2      | 2                 | 10 − 10                         |

Wedstrijden bepaald door strafschoppen worden, in lijn met de FIFA, als een gelijkspel gerekend.